# Kościół Adwentystów Dnia Siódmego

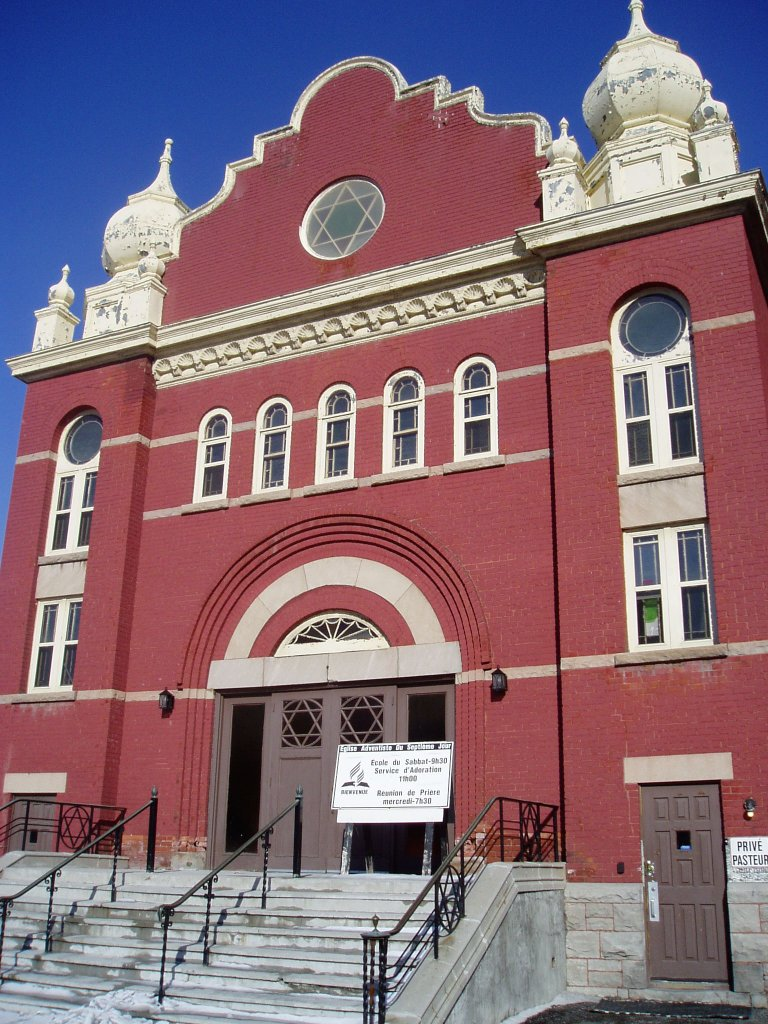
Synagoga, od 1930 r. służy jako dom modlitwy Kościoła Adwentystów Dnia Siódmego w Ottawie

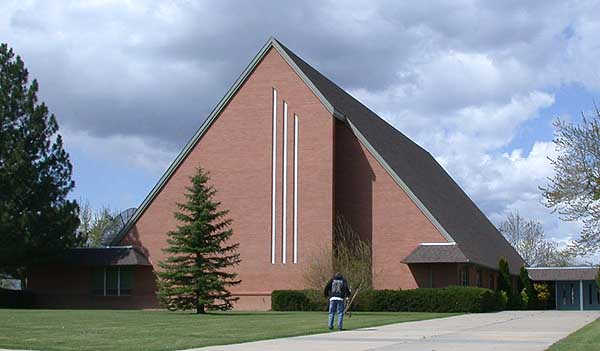
Dom modlitwy Kościoła Adwentystów Dnia Siódmego w Campion, w stanie Kolorado, USA

Kościół Adwentystów Dnia Siódmego (ang. Seventh-day Adventist Church, w skrócie SDA Church) – Kościół protestancki, który od innych wyznań chrześcijańskich odróżnia się między innymi przestrzeganiem soboty jako dnia świętego, wiarą w bliskie przyjście Jezusa Chrystusa oraz nauką o niebiańskiej świątyni i sądzie śledczym. Kościół ten wyrósł z ruchu millerystów w XIX wieku w Stanach Zjednoczonych, a oficjalnie ustanowiony został w roku 1863. Adwentyści dnia siódmego wierzą, iż ich główną misją jest głoszenie poselstwa opisanego w 14 rozdziale Księgi Objawienia. Jedną z założycieli Kościoła była Ellen G. White, która jest uważana za proroka i której pisma stanowią istotne źródło duchowego życia Kościoła.
Adwentyści dzielą wiele swoich nauk ze współczesnym protestantyzmem. Są to wiara w Trójcę, nieomylność Pisma Świętego czy zbawienie z łaski przez wiarę. Tym, co ich różni od innych wyznań jest między innymi wiara w warunkową nieśmiertelność duszy. Kościół ten znany jest ze swojego wkładu w promowanie zdrowego trybu życia, wolności religijnej oraz konserwatywnych wartości życia.
Kościół liczy ponad 21 milionów ochrzczonych wyznawców w 235 krajach świata (w Polsce 9660 wyznawców i sympatyków). Wydał własne publikacje w 375 językach. Kościół zarządza 8515 placówkami edukacyjnymi, 331 budynkami medycznymi i ponad 60 domami wydawniczymi na całym świecie. W ponad 130 krajach działa instytucja pomocy charytatywnej ADRA, podpięta pod działalność Kościoła. Wspólnota główną wagę przykłada do swojej ogólnoświatowej misji.

## Historia Kościoła
Kościół Adwentystów Dnia Siódmego powstał z ruchu zwanego milleryzmem zapoczątkowanego w latach 40. XIX wieku przez William Millera. Miller – kaznodzieja, były kapitan armii amerykańskiej – zainicjował „przebudzenie adwentowe” (Advent Awakening), które w latach 1831–1844 przetoczyło się przez większą część Ameryki w postaci wielkiego ożywienia religijnego. Na podstawie swojego zrozumienia proroctwa Księgi Daniela 8:14-16 uznał, iż Jezus powróci na ziemię między 1843 a 1844 rokiem. Latem 1844, milleryci zaczęli wierzyć, iż Jezus powróci na ziemię 22 października 1844 roku. Gdy to się nie stało większość wyznawców opuściło ruch. Wydarzenie to stało się znane jako „wielkie rozczarowanie”.

### Wczesny rozwój ruchu
Szczerze wierzący w bliskie przyjście Jezusa, trwali w modlitwach prosząc Boga o wyjaśnienie swojego rozczarowania. Hiram Edson i inni wierzyli, iż obliczenia Williama Millera są poprawne, jednak jego interpretacja była błędna. Ta grupa adwentystów zaczęła wierzyć, iż słowa opisane w Księdze Daniela 8:14 opisują nie tyle „oczyszczenie ziemi”, co „oczyszczenie niebiańskiej świątyni, w której Jezus sprawuje teraz służbę”. W ciągu następnych lat, ludzie wierzący w tę interpretację proroctwa zaczęli wyznawać również naukę o sądzie śledczym oraz rozpoczynającym się sądzie nad ludźmi w 1844 roku. Wciąż wierzyli oni, iż przyjście Jezusa jest bliskie.

### Nauka o dniu odpoczynku
W trakcie wczesnego rozwoju adwentyzmu pojawiła się kwestia biblijnego dnia odpoczynku. Joseph Bates, który zajął się tym zagadnieniem w ruchu adwentowym przedstawił ją innym wczesnym adwentystom. Wkrótce zwyczaj święcenia siódmego dnia tygodnia w miejsce niedzieli został przyjęty i przyczynił się do powstania pierwszej edycji publikacji „The Present Truth” (obecnie Adventist Review), która pojawiła się w roku 1849.

### Późniejszy rozwój kościoła i organizacja
Przez pierwsze 20 lat, ruch adwentowy składał się z małej grupy ludzi, którzy przyłączyli się do niego po odejściu z innych kościołów. Głównym twórcą Kościoła Adwentystów D.S. był pastor Hiram Edson – jeden z wybitnych kaznodziejów ruchu millerowskiego, pastor Joseph Bates, a także pastor Jakub White i jego żona Ellen G. White (wcześniej: Ellen G. Harmon). Ellen White wraz ze swoimi wizjami, które otrzymywała przekonała innych adwentystów, iż posiada dar proroctwa, którego posiadanie jak wierzą adwentyści jest jedną z cech Bożego ruchu w czasach końca. W tamtych latach James White wydawał czasopismo „The Advent Review and Sabbath Herald”. Przyjęli oni doktrynę odnośnie do siódmego dnia szabatu, niebiańskiej świątyni, warunkowej nieśmiertelności oraz oczekiwania na przyjście Jezusa przed millenium.
Nazwę – Kościół Adwentystów Dnia Siódmego – społeczność przyjęła na pierwszym spotkaniu przedstawicieli zborów w 1860 roku. Pierwsze zjednoczenie zborów (diecezja) oraz przyjęcie projektu struktury organizacyjnej Kościoła nastąpiło w 1861 roku. Kościół został oficjalnie ustanowiony na zjeździe wyznawców w Battle Creek w stanie Michigan, 21 maja 1863 roku. W trakcie modlitw i wspólnych rozważań na przestrzeni lat pierwsi adwentyści zebrali oficjalne nauki swojego kościoła, oficjalne stanowisko na ten temat powstało w 1872 roku. Dziś te nauki znane są pod postacią 28 Zasad Wiary Kościoła Adwentystów Dnia Siódmego.
Kościół zaczął działać również w innych krajach świata, poprzez działalność swoich misjonarzy oraz kolporterów rozpowszechniających adwentystyczne publikacje, oraz głoszących swoje nauki w trakcie wykładów. Zaczęły powstawać pierwsze szkoły, szpitale, domy wydawnicze i sanatoria adwentystów dnia siódmego. W roku 1880 Kościół liczył 16 tysięcy wiernych, a w roku 1945 liczba ta wynosiła 210 tysięcy. Pierwszym, nieoficjalnym przedstawicielem adwentyzmu w Europie był Polak, pastor Michał Belina-Czechowski, dawny ksiądz katolicki. Powrócił on do Europy w roku 1864. Dzięki jego działalności adwentyzm pojawił się we Włoszech, Szwajcarii, Rumunii, Niemczech i na Węgrzech. Jednak do większości państw Europy adwentyzm dotarł dopiero w XX wieku. Do Austrii – w 1902 roku, do Hiszpanii – w 1903, do Portugalii – w 1904, do Jugosławii – 1905, do Grecji – w 1907, na Litwę – w 1913, do Luksemburga – w 1918.

## Doktryna
Adwentyści dnia siódmego deklarują, że wyznają protestanckie zasady oparte na Biblii (zasada Sola scriptura), zbawienia wyłącznie na podstawie łaski (zasada Sola Gratia) i jedynie za pośrednictwem Jezusa Chrystusa (zasada Solus Christus). Postrzegają świat jako miejsce wielkiego boju między Bogiem a Szatanem, w który włączona jest cała ludzkość. Akceptują doktrynę trynitaryzmu, świętują biblijny szabat – sobotę, nie praktykują kultu świętych, obrazów i figur. Sprawują trzy ustanowienia: chrzest wierzących przez zanurzenie, Wieczerzę Pańską oraz umywanie nóg jako obrządek pokory i służby, ale także jako nawiązanie do powszechnego kapłaństwa wierzących. Adwentyzm nie wyznaje nieśmiertelności duszy, uznaje zaś kondycjonalizm – nieśmiertelnością zostaną obdarzeni tylko zbawieni, wraz z nastaniem paruzji (drugiego adwentu) – czyli powtórnego przyjścia Chrystusa w chwale. Ciału, jako świątyni ducha należy się troska, co wiąże się z powstrzymywaniem od używania narkotyków, alkoholu, tytoniu oraz mocnej herbaty i kawy. Zasadniczym i unikatowym składnikiem doktryny adwentystycznej jest wiara w naukę o świątyni niebiańskiej, w której arcykapłańską służbę pełni Jezus Chrystus. Opierając się na interpretacji Księgi Daniela 8,14 adwentyści nauczają, że od roku 1844 świątynia niebiańska jest oczyszczana i żyjemy w czasie niebiańskiego Dnia Pojednania (hebr. Jom Kipur).
Ważną rolę w adwentystycznej doktrynie zajmuje eschatologia, bazująca na swoistej interpretacji Księgi Daniela i Apokalipsy. W 13 rozdziale Apokalipsy rozróżniają papiestwo (bestia wychodząca z morza) i Stany Zjednoczone (bestia wstępująca z ziemi). Twierdzą, że apokaliptyczny okres „1260 dni” (lat wg biblijnej zasady dzień za rok) rozpoczął się od dekretu cesarza Justyniana w roku 538, kiedy ich zdaniem biskup rzymski stał się głową wszystkich biskupów. Okres ten kończy się w roku 1798, kiedy aresztowano papieża Piusa VI. Tym samym w roku 1798 papiestwo otrzymało śmiertelną ranę. Gojenie rany rozpoczęło się w roku 1929, kiedy podpisano traktaty laterańskie. W wielkiej wszetecznicy z Ap 17, nazywanej też Babilonem, upatrują Kościół katolicki, a ponieważ jest ona „matką nierządnic i obrzydliwości”, w jej córkach upatrują Kościoły protestanckie. W papieżu widzą antychrysta.
Według adwentystów do początku IV wieku cały Kościół świętował szabat, ale Konstantyn I Wielki zaprowadził niedzielę. Każdy, kto świętuje niedzielę przyjmuje „znamię bestii”. Kościołowi katolickiemu zarzucają, że przypisuje sobie autorytet większy od Biblii, a protestantom, że ulegli katolickiemu zwiedzeniu. Pomimo tego adwentyści prowadzą dialog ekumeniczny z Kościołem katolickim oraz Kościołami protestanckimi. Od końca XX wieku toczy się dyskusja w łonie adwentyzmu nad zmianą interpretacji Apokalipsy.
Adwentystyczne poglądy na Trójcę ewoluowały. Do roku 1890 dominował antytrynitaryzm, w latach 1890–1900 – trynitaryzm w wersji zalążkowej, lata 1900–1931 – burzliwy okres przejściowy, lata 1931–1957 – wkracza trynitaryzm.

## 28 Zasad Wiary
28 Zasad Wiary to teologicznie sformułowane wierzenia adwentystów dnia siódmego. Adwentyści sprzeciwiają się formułowaniu wyznań wiary, więc 28 Zasad Wiary jest uważanych za deskryptory, a nie za recepty; to znaczy, że opisują oficjalne stanowisko Kościoła, ale nie są kryteriami członkostwa.
Początkowo Kościół Adwentystów Dnia Siódmego sformułował 27 Zasad Wiary, przyjętych przez Generalną Konferencję w 1980 roku. Dodatkowa Zasada Wiary (numer 11) została dodana na 58. sesji Generalnej Konferencji w Saint Louis w 2005 roku.
Zasady Wiary są pogrupowane w doktryny: Bóg, Człowiek, Zbawienie, Kościół, Życie Chrześcijańskie i Rzeczy Ostateczne.

### Historia
Od początku kształtowania się swojego ruchu adwentyści dnia siódmego niechętnie formalizowali swoje wyznanie wiary.
W artykule czasopisma Review and Herald 8 października 1861 J. N. Loughborough napisał:
Pierwszym krokiem odstępstwa jest przygotowywanie credo, mówiącego nam, w co powinniśmy wierzyć. Drugim krokiem jest uczynienie tego credo sprawdzianem danej wspólnoty. Trzecim jest sądzenie członków w oparciu o to credo. Czwartym jest potępianie jako heretyków tych, których wiara nie jest zgodna z tym credo. I piątym jest wszczęcie prześladowań przeciwko takim.
Kilka streszczeń teologii adwentystycznej zostało zaprezentowanych w różnych okresach.
W 1872 r. Wydano broszurę przedstawiającą 25 Podstawowych Zasad Wiary, nie po to aby „zabezpieczyć jednolitość”, ale „spotkać się z zapytaniami” i „poprawić fałszywe oświadczenia” na temat wiary Kościoła Adwentystów Dnia Siódmego.
W 1931 r. Sporządzono listę 22 Zasad Wiary i opublikowano je w Roczniku Adwentystycznym (Adventist Yearbook), a następnie w Podręczniku Kościoła Adwentystów (Adventist Church Manual).
W 1980 r. na 53. sesji Generalnej Konferencji Kościoła Adwentystów Dnia Siódmego w Dallas w stanie Teksas przyjęto 27 Zasad Wiary.
W 2005 r. na 58. sesji Generalnej Konferencji w Saint Louis w stanie Missouri do 27 Zasad Wiary przyjętych w 1980 r. dodano kolejną umiejscowioną pod numerem 11 Zasadę: „Wzrastanie w Chrystusie”.

### Preambuła
Preambuła do 28 Zasad Wiary stwierdza, że adwentyści przyjmują Biblię za swoje jedyne wyznanie wiary (credo) i że ich rewizji można się spodziewać podczas sesji Generalnej Konferencji.
Kościół Adwentystów Dnia Siódmego przyjmuje Biblię za swe jedyne credo i wyznaje podstawowe zasady wiary jako nauki płynące z Pisma Świętego. Zasady te, przedstawione poniżej, stanowią wykładnię nauk Pisma Świętego, tak jak je rozumie i wyraża Kościół. Ich uzupełnienia i zmiany mogą być dokonywane podczas Zjazdu Generalnej Konferencji, gdy Kościół jest prowadzony przez Ducha Świętego do pełniejszego zrozumienia prawdy biblijnej lub lepszego sposobu jej wyrażania.

### Treść

#### Bóg

##### Pismo Święte
Pismo Święte Starego i Nowego Testamentu jest pisanym Słowem Bożym, przekazanym pod natchnieniem Bożym przez świętych mężów Bożych, którzy mówili i pisali pod wpływem Ducha Świętego. W tym Słowie Bóg przekazał ludziom wiedzę potrzebną do zbawienia. Pismo Święte jest nieomylnym objawieniem woli Bożej. Jest ono wzorcem charakteru, sprawdzianem doświadczenia, autorytatywnym przedstawieniem zasad wiary i godnym zaufania sprawozdaniem działania Boga w historii.

##### Bóstwo (Trójca)
Bóg jest jeden: Ojciec, syn i Duch Święty, jedność trzech wiekuiście współistniejących osób. Bóg jest nieśmiertelny, wszechmogący, wszechwiedzący, przewyższający wszystko i zawsze istniejący. Jest On nieskończony i niepojęty przez ludzkie zrozumienie, a jednak znany dzięki objawieniu samego siebie. Godzien jest wiecznej czci, uwielbienia i służby całego stworzenia.

##### Bóg Ojciec
Bóg wieczny, Ojciec, jest Stworzycielem, Źródłem, Wspomożycielem i Władcą całego stworzenia. Jest On sprawiedliwy i święty, miłosierny i dobrotliwy, nieskory do gniewu i obfitujący w niezachwianą miłość i wierność. Przymioty i przejawy mocy ukazane w Synu i Duchu Świętym są także objawieniami Ojca.

##### Bóg Syn
Bóg wieczny, syn, ucieleśnił się w postaci Jezusa Chrystusa. Przez Niego zostały stworzone wszystkie rzeczy, objawiony został charakter Boży, dokonane zostało zbawienie ludzkości i osądzony został świat. Na wieki prawdziwy Bóg stał się także prawdziwym człowiekiem, Jezusem Chrystusem. Poczęty z Ducha Świętego, zrodzony został przez dziewicę Marie. Żył i doświadczał wszelkich pokus jako istota ludzka, dał jednak przykład doskonałej sprawiedliwości i miłości Boga. Przez cuda ukazał moc Bożą i zaświadczył, że jest obiecanym przez Boga Mesjaszem. Cierpiał i dobrowolnie zmarł na krzyżu za nasze grzechy i w naszym zastępstwie; powstał z martwych i wstąpił do nieba, aby podjąć służbę w świątyni niebiańskiej w naszej intencji. Powróci znowu w chwale, aby dokonać ostatecznego wybawienia swego ludu i wszystko odnowić.

##### Bóg Duch Święty
Bóg wieczny, Duch, współdziałał z Ojcem i Synem w dziele stworzenia, ucieleśnienia i odkupienia. To On inspirował pisarzy Pisma Świętego. On napełnił życie Chrystusa mocą. Działa na człowieka i przekonuje go, a tych, którzy odpowiadają na Jego działanie, odnawia i przemienia na podobieństwo Boga. Posłany przez Ojca i Syna, aby zawsze pozostać z Jego dziećmi, przekazuje Kościołowi dary duchowe, obdarzając go mocą świadczenia o Chrystusie, i w zgodności z Pismem Świętym prowadzi do całkowitej prawdy.

#### Człowiek

##### Stworzenie
Bóg jest Stworzycielem wszechrzeczy, objawiającym na kartach Pisma Świętego autentyczny opis swego twórczego dzieła. W sześciu dniach uczynił Pan «niebo i ziemię», i wszystkie istoty żyjące na ziemi i odpoczął w dniu siódmym pierwszego tygodnia. W ten oto sposób ustanowił siódmy dzień tygodnia (sobotę) wieczną pamiątką swego dokończonego dzieła stworzenia. Pierwszy mężczyzna i kobieta uczynieni zostali na podobieństwo Boga, jako koronne dzieło aktu stworzenia, otrzymując władanie nad ziemią i obowiązek troski o nią. Stworzony świat był «bardzo dobry», objawiając chwałę Boga.

##### Natura człowieka
Mężczyzna i kobieta stworzeni zostali na podobieństwo Boga, z własną indywidualnością, obdarzeni mocą i wolnością myśli i czynu. Stworzeni jako istoty wolne, stanowiące niepodzielna jedność ciała, umysłu i ducha, zależni są jednak od Boga we wszystkim, co dotyczy życia. Gdy nasi pierwsi rodzice okazali nieposłuszeństwo Bogu, zaprzeczyli swej zależności od Niego i stracili swą wysoką pozycję, jaką zajmowali. Obraz Boga w nich uległ zatarciu, zaczęli podlegać śmierci. Ich potomni odziedziczyli tę ich upadłą naturę i jej konsekwencje. Rodzą się ze słabościami i tendencjami do czynienia zła. Lecz Bóg w Chrystusie pojednał świat ze sobą i przez działanie swojego Ducha przywraca pokutującym śmiertelnikom podobieństwo do Stwórcy. Stworzeni ku Bożej chwale ludzie winni miłować Boga i siebie nawzajem, jak również troszczyć się o swe otoczenie.

#### Zbawienie

##### Wielki Bój
Cała ludzkość włączona jest w wielki konflikt rozgrywający się między Chrystusem a szatanem, który dotyczy charakteru Boga, Jego prawa i władzy nad wszechświatem. Konflikt ten powstał w niebie, kiedy to stworzona przez Boga istota, obdarzona wolnością wyboru, stała się przez wywyższenie samej siebie szatanem, przeciwnikiem Boga, doprowadzając do buntu część aniołów. Szatan wprowadził na świat ducha buntu, gdy zwiódł Adama i Ewę do grzechu. Ten ludzki upadek spowodował zniekształcenie obrazu Boga w ludzkości, nieporządek w stworzonym świecie i w końcu zniszczenie świata podczas potopu. Na oczach całego stworzenia ziemia stała się areną światowego konfliktu, z którego w końcu Bóg miłości wyjdzie w pełni usprawiedliwiony. Jako pomoc dla swego ludu w czasie wielkiego boju Chrystus posyła Ducha Świętego i wiernych aniołów, aby prowadzili, strzegli i podtrzymywali go na drodze zbawienia.

##### Życie, Śmierć i Zmartwychwstanie Chrystusa
W doskonałym posłuszeństwie Chrystusa wobec woli Bożej, Jego cierpieniu, śmierci i zmartwychwstaniu Bóg przewidział jedyną możliwość zadośćuczynienia za ludzki grzech, dzięki czemu ci, którzy z wiarą przyjmą to zadośćuczynienie, mogą otrzymać życie wieczne, a całe stworzenie może lepiej zrozumieć nieograniczoną i święta miłość Stworzyciela. Owo doskonałe zadośćuczynienie wywyższa sprawiedliwość prawa Bożego i łaskawość Bożego charakteru; potępia bowiem ono nasz grzech i daje nam jednocześnie przebaczenie. Śmierć Chrystusa miała charakter zastępczy i ekspiacyjny, pojednawczy i przekształcający. Zmartwychwstanie Chrystusa ogłasza zwycięstwo Boga nad mocami zła, a tym, którzy przyjmują pojednawczą ofiarę Chrystusa, daje zapewnienie ostatecznego zwycięstwa Boga nad grzechem i śmiercią. Ogłasza, że Jezus Chrystus jest Panem, przed którym skłoni się każde kolano na niebie i na ziemi.

##### Doświadczenie Zbawienia
W swej nieograniczonej miłości i łasce Bóg uczynił Chrystusa, który nie znał grzechu, grzechem za nas, tak, że my w Nim możemy się stać sprawiedliwością Bożą. Prowadzeni przez Ducha Świętego odczuwamy potrzebę uświadomienia sobie naszej grzeszności, porzucamy własne przewinienia i doświadczamy wiary w Jezusa, jako Pana i Chrystusa, Zastępcę i Wzór. Tę przyjmującą zbawienie wiarę otrzymujemy dzięki Boskiej mocy Słowa i jest ona darem Bożej łaski. Przez Chrystusa jesteśmy usprawiedliwieni, przyjęci za synów i córki Boże, i wyzwoleni spod panowania grzechu. Dzięki mocy Ducha jesteśmy nowo narodzeni i uświęceni. Duch odnawia nasze umysły, wpisuje Boże prawo miłości w nasze serca i udziela nam mocy do prowadzenia świętego życia. Będąc w Nim, uczestniczymy w Jego boskiej naturze i mamy pewność zbawienia, teraz i podczas sądu.

##### Wzrastanie w Chrystusie
Oddając życie na krzyżu, Jezus zatryumfował nad siłami zła. Ten, który podczas swojej ziemskiej działalności panował nad demonicznymi duchami, ostatecznie przełamał ich moc i przypieczętował ich zagładę. Kiedy chodzimy z Nim w pokoju, radości i pewności Jego miłości, wówczas tryumf Jezusa daje nam zwycięstwo nad siłami zła, które stale dążą do panowania nad nami. Stale oddani Jezusowi jako naszemu Zbawicielowi i Panu, zostajemy uwolnieni od ciężaru naszych złych uczynków z przeszłości. Nie jesteśmy skazani na życie w ciemności, lęku przed złymi mocami, nieświadomości i poczuciu bezsensowności, jakie wynikają z naszej wcześniejszej egzystencji. W tej nowej wolności w Jezusie zostajemy powołani do wzrastania na podobieństwo Jego charakteru, trwając w codziennej łączności z Nim przez modlitwę, karmienie się Jego Słowem, rozmyślanie o nim i o Jego opatrzności, śpiewanie na Jego chwałę, uczestniczenie we wspólnych nabożeństwach i udział w misji Kościoła. Kiedy w służbie miłości działamy dla dobra bliźnich i wydajemy świadectwo Jego zbawienia, wówczas Jego stała obecność przez Ducha Świętego przekształca każdą chwilę i każde zadanie w duchowe doświadczenie.

#### Kościół

##### Kościół
Kościół jest społecznością wierzących, którzy wyznają Jezusa Chrystusa jako Pana i Zbawiciela. Podobnie jak lud Boży czasów Starego Testamentu, my również jesteśmy powołani ze świata i łączymy się celem wspólnego uwielbienia Boga, tworzenia braterskich więzi, studiowania Słowa Bożego, uroczystego obchodzenia pamiątki Wieczerzy Pańskiej, służby dla całej ludzkości i ogólnoświatowego zwiastowania Ewangelii. Autorytet Kościoła pochodzi od Chrystusa, który jest wcielonym Słowem, i z Pisma Świętego, które jest spisanym Słowem Bożym. Kościół jest Bożą rodziną. Przyjęci przez Niego jako dzieci, wierni Jego Kościoła żyją na zasadach nowego przymierza. Kościół jest ciałem Chrystusowym, wspólnota wiary, której Głową jest sam Chrystus. Kościół jest oblubienicą, za którą Chrystus umarł, aby ją uświęcić i oczyścić. Podczas swego zwycięskiego powrotu przyjmuje ją Chrystus jako wspaniały Kościół wierzących wszystkich wieków, odkupionych przez Jego cenną krew, bez skazy i plamy, święty i nieskalany.

##### Ostatek i jego misja
Powszechny Kościół Boży składa się z tych, którzy prawdziwie wierzą w Chrystusa, jednakże w czasach końca, podczas szeroko rozprzestrzenionego odstępstwa, powołane są ostatki zachowujące przykazania Boże i mające wiarę Jezusa. Te właśnie ostatki zwiastują nadejście godziny sądu, ogłaszają zbawienie w Chrystusie i zapowiadają bliskie jego powtórne przyjście. Poselstwo to występuje w symbolu trzech aniołów z Objawienia (r. 14) i związane jest nierozerwalnie z dziełem sądu w niebie, na ziemi zaś uwidacznia się w dziele pokuty i odnowy. Każdy wierzący wezwany jest do osobistego uczestnictwa w tym ogólnoświatowym posłannictwie.

##### Jedność Ciała Chrystusowego
Kościół jest jednym ciałem z wieloma członkami, powołanymi z każdego narodu, pokolenia, języka i ludu. W Chrystusie jesteśmy nowym stworzeniem. Nie mogą nas dzielić różnice rasowe, kulturowe, oświatowe i narodowościowe, ani też podział na mniejszych i większych, bogatych i biednych, mężczyzn i kobiety. Wszyscy jesteśmy równi w Chrystusie, który przez jednego Ducha połączył nas w jedną wspólnotę ze sobą i każdym z nas. Powinniśmy zatem usługiwać i przyjmować usługiwanie bez wyróżnień i ograniczeń. Dzięki objawieniu Jezusa Chrystusa w Piśmie Świętym dzielimy wspólnie tę samą wiarę i nadzieję i uczestniczymy w tym samym posłannictwie dla wszystkich. Ta wspólnota ma swoje źródło w jedności trójjedynego Boga, który przyjął nas za swoje dzieci.

##### Chrzest
Przez chrzest wyznajemy wiarę w śmierć i zmartwychwstanie Jezusa Chrystusa i zaświadczamy o swej śmierci dla grzechu, a również o swym postanowieniu kroczenia w odnowionym życiu. W ten sposób uznajemy Chrystusa za Pana i Zbawiciela, stajemy się też Jego ludem i przyjęci zostajemy w poczet wiernych Jego Kościoła. Chrzest jest symbolem połączenia z Chrystusem, przebaczenia grzechów i otrzymania Ducha Świętego. Obrzędu tego dokonuje się przez zanurzenie w wodzie, po wyznaniu wiary w Jezusa i widocznym odwróceniu się od grzechu, opamiętaniu się. Poprzedzać go winno zapoznanie się z naukami Pisma Świętego i ich przyjęcie.

##### Wieczerza Pańska
Wieczerza Pańska jest uczestnictwem w symbolach ciała i krwi Chrystusa, naszego Pana i Zbawiciela. W doświadczeniu takiej wspólnoty Chrystus jest obecny, aby spotkać się ze swym ludem i wzmacniać go. Uczestnicząc w owym obrzędzie, radośnie zwiastujemy śmierć Pańską, aż przyjdzie On znowu. Przygotowanie do Wieczerzy polega na dokonaniu rachunku sumienia, opamiętaniu się i wyznaniu grzechów. Mistrz ustanowił obrzęd umywania nóg na znak ponowienia oczyszczenia, a równocześnie jako wyraz gotowości służenia bliźniemu na wzór Chrystusowego uniżenia oraz w tym celu, aby pojednać nasze serca w miłości braterskiej. W obrzędzie komunijnym mogą uczestniczyć wszyscy wierzący chrześcijanie.

##### Dary Duchowe i posługiwanie
Bóg obdarza wiernych swego Kościoła wszystkich czasów darami duchowymi, z których każdy członek powinien obficie korzystać w posłudze miłości dla wspólnego dobra Kościoła i ludzkości. Dary nadane przez Ducha Świętego, który je rozdziela każdemu indywidualnie, jak chce, zapewniają wszelkie uzdolnienia i posługi potrzebne Kościołowi do spełnienia wyznaczonych mu przez Boga funkcji. Według Pisma Świętego, dary te obejmują takie posługi, jak wiara, uzdrawianie, proroctwo, głoszenie, nauczanie, zarządzanie, pojednanie, współczucie, ofiarność i służba miłosierdzia, dla niesienia pomocy i zachęty ludziom. Niektórzy wyznawcy powołani są przez Boga i uzdolnieni przez Ducha Świętego do spełniania funkcji uznanych przez Kościół w posłudze duszpasterskiej, ewangelizacyjnej, apostolskiej i nauczycielskiej, szczególnie potrzebnych do przygotowania wiernych do służby, do budowania Kościoła aż po jego duchowa dojrzałość i wzmocnienie jedności wiary i znajomości Boga. Gdy wyznawcy Boga korzystają z tych darów jako wierni szafarze rozlicznych łask Bożych, to Kościół zabezpieczony jest przed destruktywnym wpływem fałszywej nauki, rośnie wzrostem pochodzącym od Boga i buduje się w wierze i miłości.

##### Dar Proroctwa
Jednym z darów Ducha Świętego jest proroctwo. Adwentyści wierzą, iż dar ten, będący znakiem wyróżniającym ostatni Kościół, objawił się w posłannictwie Ellen G. White. Pisma jej – służebnicy Pańskiej – są stałym i autorytatywnym źródłem prawdy, dostarczającym Kościołowi pociechy, myśli przewodnich, wskazówek i szansy poprawy. Wyraźnie zaświadczają także, iż Biblia jest regułą, według której winny być oceniane wszystkie nauki i doświadczenia.

#### Życie chrześcijańskie

##### Prawo Boże
Wielkie zasady prawa Bożego zostały zawarte w dziesięciu przykazaniach i zilustrowane życiem Jezusa. Wyrażają miłość Boga, Jego wolę i cel, dotyczący ludzkiego postępowania i stosunków międzyludzkich, i obowiązują ludzi wszystkich stuleci. Normy te są podstawą przymierza Boga ze swym ludem i probierzem na sądzie Bożym. Dzięki Duchowi Świętemu wskazują na grzech i budzą uczucie potrzeby Zbawiciela. Zbawienie jest w całości darem łaski, nie wynikiem uczynków, jednakże jego owocem jest posłuszeństwo wobec przykazań. Posłuszeństwo to rozwija charakter chrześcijański i prowadzi do pomyślności. Jest dowodem naszej miłości wobec Pana, jak również naszego zainteresowania bliźnimi. Posłuszeństwo wiary ukazuje Chrystusową moc przekształcającą życie i tym samym wzmacnia chrześcijańskie świadectwo.

##### Sobota (Dzień Pański)
Dobroczynny Stwórca po sześciu dniach dzieła stworzenia odpoczął siódmego dnia, ustanawiając sobotę pamiątką stworzenia dla wszystkich ludzi. Czwarte przykazanie niezmiennego prawa Bożego nakazuje przestrzeganie soboty, siódmego dnia, jako dnia odpoczynku, czci i służby zgodnie z nauką i przykładem Jezusa, Pana szabatu. Sobota jest dniem radosnej społeczności z Bogiem i bliźnimi. Jest symbolem naszego odkupienia w Chrystusie, znakiem uświęcenia, poręką naszej przynależności do Boga oraz przedsmakiem wiecznej przyszłości w Królestwie Bożym. Sobota jest ustanowionym znakiem wiekuistego przymierza między Bogiem a Jego ludem. Radosne przestrzeganie tego świętego czasu od wieczora [w piątek] do wieczora [w sobotę], od zachodu [w piątek] do zachodu [w sobotę], jest uczczeniem boskiego dzieła stworzenia i odkupienia.

##### Szafarstwo
Jesteśmy szafarzami dóbr Boga, obdarzonymi przez Niego czasem i możliwościami, uzdolnieniami i dobrami materialnymi, błogosławieństwami ziemi i jej zasobów. Jesteśmy wobec Niego odpowiedzialni za właściwe używanie tego wszystkiego. Boże prawo własności uznajemy przez wierną Jemu i bliźnim służbę, i poprzez oddawanie dziesięcin i składanie darów dla zwiastowania Jego Ewangelii, jak również wsparcia i rozwoju Jego Kościoła. Szafarstwo jest przywilejem, danym nam przez Boga, abyśmy wzrastali w miłości i zwyciężyli nad egoizmem i chciwością. Szafarz cieszy się z błogosławieństw, które otrzymują inni dzięki jego wierności.

##### Chrześcijańskie zachowanie
Zostaliśmy powołani, aby stać się ludem pobożnym, myślącym, wrażliwym, działającym zgodnie z zasadami Nieba. Aby więc Duch Boży mógł w nas odtworzyć charakter naszego Pana, winniśmy poświęcić swe życie tym tylko sprawom, które wprowadzają w nasze życie chrześcijańską czystość, zdrowie i radość. Oznacza to, że nasze przyjemności i rozrywki powinny wyrażać najwyższy poziom chrześcijańskiego smaku i piękna. Uwzględniając różnice kulturowe, powinniśmy dbać o to, aby nasz ubiór odznaczał się prostotą, skromnością i czystością, był odpowiedni dla tych, których prawdziwe piękno nie leży w wystroju zewnętrznym, lecz w niezniszczalnym klejnocie łagodnego i cichego ducha. Oznacza to także, że powinniśmy dbać o nasze ciała, ponieważ są świątynią Ducha Świętego. Dostarczając ciału odpowiedniego ruchu i odpoczynku, mamy również stosować możliwie najzdrowszą dietę i wstrzymywać się od pokarmów określonych w Piśmie Świętym jako nieczyste. Ponieważ napoje alkoholowe, tytoń i niewłaściwie stosowanie środków leczniczych, jak również narkotyki, są szkodliwe dla naszego ciała, mamy się od nich wstrzymywać. Powinniśmy w zamian włączyć się w to wszystko, co prowadzi nasze myśli i ciało do posłuszeństwa Chrystusowi, który pragnie, aby nasze życie było pełnowartościowe, szczęśliwe i dobre.

##### Małżeństwo i rodzina
Małżeństwo zostało przez Boga ustanowione w Edenie i potwierdzone przez Jezusa jako związek na całe życie między mężczyzną i kobietą w partnerstwie i miłości. Dla chrześcijanina związek małżeński to połączenie się zarówno z Bogiem, jak i ze współmałżonkiem, toteż powinni się łączyć tylko tacy partnerzy, których łączy wspólnota wiary. Wzajemna miłość, godność, szacunek i odpowiedzialność są podstawą związku, który przecież ma odzwierciedlać miłość, świętość, bliskość i trwałość więzów, jakie łączą Chrystusa z Jego Kościołem. Jeżeli chodzi o rozwód, to Jezus pouczył, że osoba, która rozwodzi się ze współmałżonkiem – z wyjątkiem wszeteczeństwa – i wstępuje ponownie w związek małżeński, popełnia cudzołóstwo. Chociaż niektóre związki rodzinne dalekie są od idealnych, to jednak małżonkowie, którzy złączeni są ze sobą w Chrystusie, mogą osiągnąć jedność w miłości, dzięki prowadzeniu przez Ducha Świętego i pomocy Kościoła. Bóg błogosławi rodzinie i pragnie, aby jej członkowie nawzajem sobie pomagali, aż do osiągnięcia całkowitej dojrzałości. Rodzice powinni wychować swoje dzieci w miłości i posłuszeństwie dla Pana. Własnym przykładem i słowem powinni uczyć je, że Chrystus jest miłosiernym, ale wymagającym wychowawcą, że jest zawsze łagodny i opiekuńczy, i pragnie, aby stały się członkami Jego ciała, a więc Bożą rodziną. Zacieśnienie więzów rodzinnych jest jedną z zasadniczych cech końcowego poselstwa ewangelicznego.

#### Rzeczy ostateczne

##### Służba Chrystusa wNiebiańskiej Świątyni
W niebie znajduje się świątynia, prawdziwy przybytek, który Pan zbudował, a nie człowiek. W niej właśnie Chrystus usługuje dla nas, udostępniając wierzącym dobro swej pojednawczej ofiary złożonej ongiś za wszystkich na krzyżu. Jezus został ustanowiony naszym wielkim Arcykapłanem i zaczął swoją wstawienniczą służbę w chwili wniebowstąpienia. W roku 1844, przy końcu proroczego okresu 2300 lat, przystąpił do drugiej i ostatniej fazy swej pojednawczej służby. Jest to dzieło zaocznej fazy sądu Bożego (tę fazę sądu nazywa się także sądem śledczym), stanowiącej składową część w dziele ostatecznego i całkowitego rozprawienia się z grzechem; symbolizowało ją zaś oczyszczenie starotestamentalnej świątyni hebrajskiej w Dniu Pojednania. W służbie o wymowie symbolicznej świątynia była oczyszczana przez krew ofiar zwierzęcych, rzeczy niebieskie natomiast miały być oczyszczone doskonałą ofiarą krwi Jezusa. Ten sąd ukazuje istotom niebieskim, że kto spośród umarłych zasnął w Chrystusie, jest godzien dzięki Niemu wziąć udział w pierwszym zmartwychwstaniu. Ukazuje także, że ten, kto spośród żywych trwa w Chrystusie, zachowuje przykazania Boże i wiarę Jezusa, jest tym samym gotów dzięki Niemu, aby być wziętym do Jego wiecznego Królestwa. Sąd ten potwierdzi sprawiedliwość Bożą w zbawieniu tych, którzy wierzą w Jezusa. Ogłasza, że ci, którzy pozostaną wierni Bogu, otrzymają Jego Królestwo. Ukończenie przez Chrystusa arcykapłańskiej posługi w świątyni niebiańskiej wyznaczy koniec czasu łaski dla ludzi przed powtórnym Jego przyjściem.

##### Powtórne przyjście Chrystusa
Powtórne przyjście Chrystusa jest błogosławioną nadzieją Kościoła i wspaniałym ukoronowaniem Ewangelii. Przyjście Zbawiciela będzie rzeczywiste, osobiste, widzialne i ogólnoświatowe. Gdy On powróci, sprawiedliwi spośród umarłych zostaną wzbudzeni z martwych i wspólnie ze sprawiedliwymi spośród żyjących zostaną uwielbieni i przeniesieni do nieba, podczas gdy niesprawiedliwi umrą. Niemal całkowite wypełnienie się większości proroctw, łącznie z obecnym stanem świata, wskazuje na to, że powrót Chrystusa jest bliski. Czas tego wydarzenia nie został objawiony, dlatego winniśmy być gotowi zawsze.

##### Śmierć i zmartwychwstanie
Zapłatą za grzech jest śmierć. Lecz Bóg, który jedynie jest nieśmiertelny, udzieli życia wiecznego swoim odkupionym. Aż do tego dnia śmierć jest dla ludzi stanem nieświadomości. Gdy Chrystus, który jest naszym życiem, pojawi się, sprawiedliwi wzbudzeni z martwych i sprawiedliwi żyjący zostaną uwielbieni oraz wzięci do nieba, aby tam spotkać swego Pana. Wtóre zmartwychwstanie – niesprawiedliwych, będzie miało miejsce tysiąc lat później.

##### Millenium i koniec grzechu
Milenium to tysiącletnie królowanie Chrystusa z Jego świętymi w niebie, w czasie pomiędzy pierwszym a drugim zmartwychwstaniem. W tym czasie, gdy grzeszni umarli będą sądzeni, ziemia będzie zupełnie pusta; bez żyjących mieszkańców. Przebywać na niej będą jedynie szatan i jego aniołowie. Przy końcu tego okresu Chrystus wraz ze swoimi świętymi i Miastem Świętym zstąpi z nieba na ziemię. Wtedy zostaną wzbudzeni z martwych niesprawiedliwi i wspólnie z szatanem i jego aniołami otoczą to miasto, lecz wówczas ogień Boży pochłonie ich i oczyści ziemię. W ten sposób wszechświat na zawsze uwolniony zostanie od grzechu i grzeszników.

##### Nowa Ziemia
Na nowej ziemi, na której sprawiedliwość zamieszka, Bóg da wieczny dom odkupionym, a otoczenie uczyni doskonałym dla wiecznego życia, miłości, szczęścia i nauki w Jego obecności. Tutaj bowiem sam Bóg zamieszka ze swoim ludem, a ból i śmierć przeminą. Wielki bój zostanie zakończony i grzechu więcej nie będzie. Cała przyroda, ożywiona i nieożywiona, przyzna, że Bóg jest miłością; On też królować będzie na wieki. Amen.

## Ekumenizm
Od roku 1993 odbywają się regularne kontakty przywódców KADS i przedstawicieli Światowej Federacji Luterańskiej. Podczas tych kontaktów adwentyści jednoznacznie przyznali się do reformacyjnego dziedzictwa. Pierwsza konsultacja teologiczna odbyła się 1–5 listopada 1994 w Darmstadt. Jej celem było dojście do lepszego wzajemnego zrozumienia, przezwyciężenie stereotypów, ustalenie wspólnej podstawy wiary, wyakcentowanie różnic. KADS nie jest członkiem Światowej Rady Kościołów. Raz do roku proszony jest o wysyłanie obserwatorów na sesje lub inne konferencje ŚRK, a KADS w RP nie jest członkiem Polskiej Rady Ekumenicznej. Adwentyści uznają, że ŚRK posiada szczytne cele i ma na swym koncie wiele pozytywnych dokonań, jednak istnieje kilka powodów, dla których KADS nie może należeć do ŚRK.
Do grona czołowych działaczy adwentystycznych angażujących się na rzecz zbliżenia z innymi Kościołami należy Bert B. Beach.
Kościół włączył się w działalność Globalnego Forum Chrześcijańskiego.

## Działalność medyczna
Kościół Adwentystów Dnia Siódmego znany jest z działalności medycznej.

### Historia
Pod wpływem zaleceń Ellen G. White Kościół Adwentystów Dnia Siódmego w 1866 roku założył w Battle Creek w stanie Michigan Western Health Reform Institute. Była to pierwsza adwentystyczna instytucja medyczna, której celem była opieka nad chorymi, a także rozpowszechnianie wiedzy na temat zdrowia. W następnych latach adwentyści dnia siódmego zaczęli tworzyć liczne sanatoria na terenie Stanów Zjednoczonych, które potem przekształciły się w szpitale, tworząc rdzeń sieci opieki medycznej adwentystów.
W 1973 r. Kościół Adwentystów postanowił scentralizować zarządzanie swoimi instytucjami opieki zdrowotnej na szczeblu regionalnym. W tym celu utworzono Adventist Health System, aby wspierać i wzmacniać organizacje opieki zdrowotnej adwentystów dnia siódmego w południowych i południowo-zachodnich Stanach Zjednoczonych.

### Statystyki
Obecnie adwentyści prowadzą wiele szpitali i instytucji związanych ze zdrowiem. Ich największą szkołą medyczną i szpitalem w Ameryce Północnej jest Uniwersytet Loma Linda i związane z nim Centrum Medyczne: Global Health Institute.
Adwentystyczny system opieki zdrowotnej składa się z dwóch Centrów Medycznych, pierwszy z nich to utworzony w 1973 roku Adventist Health System (obecnie: Advent Health), natomiast drugi to Adventist Health International.
Medyczna pomoc szpitali adwentystycznych tzw. „Emergency Medical Support”.
Adventist Health System to największy protestancki system opieki zdrowotnej typu non-profit w Stanach Zjednoczonych. Jest sponsorowany przez Kościół Adwentystów Dnia Siódmego i opiekuje się ponad 4 milionami pacjentów rocznie.
Chorwacka Opieka Zdrowotna została założona przez adwentystów.

## Rozwój Kościoła

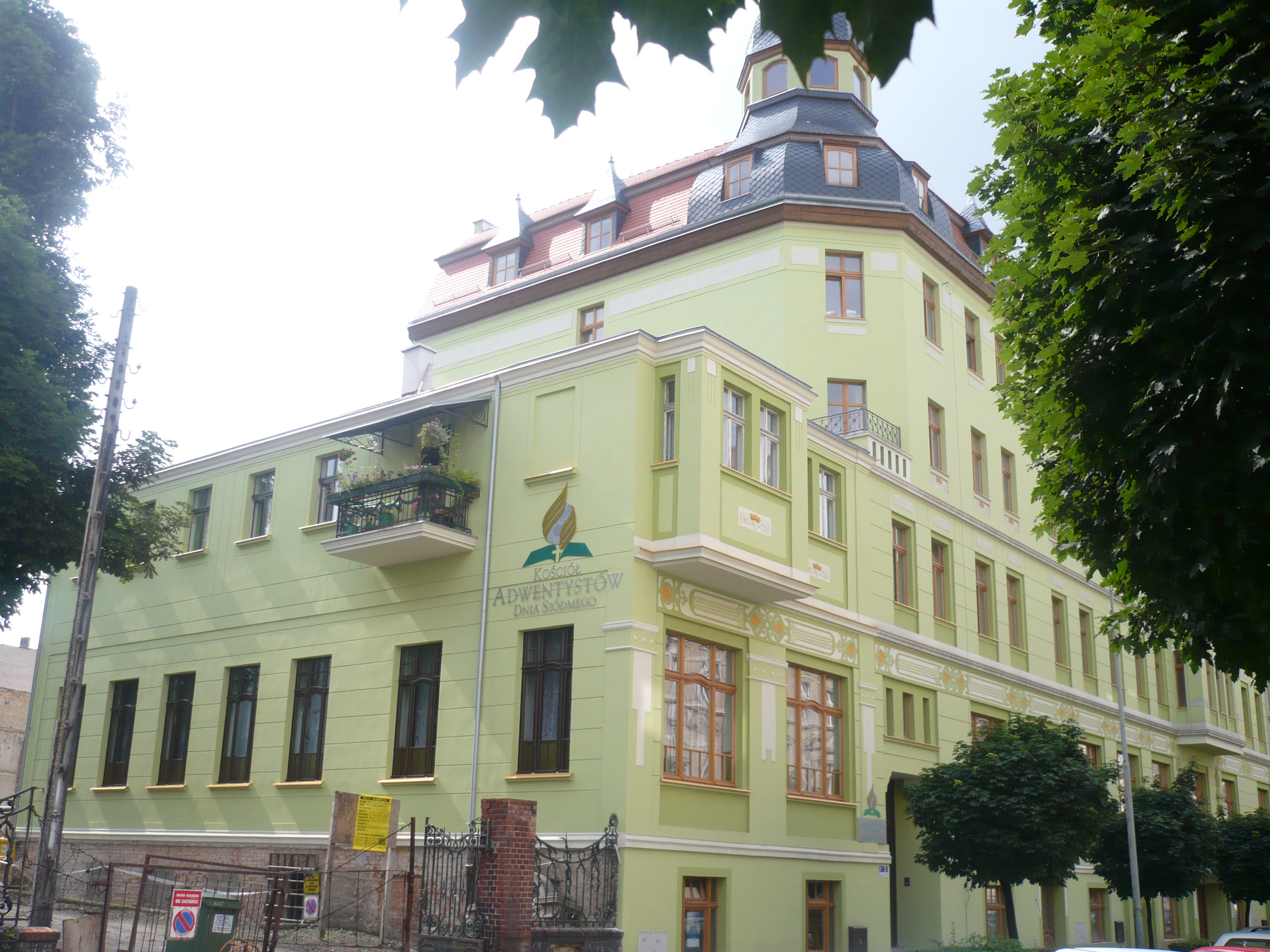
Dom modlitwy Kościoła Adwentystów Dnia Siódmego w Świdnicy

W roku 2018 Kościół zwiększył swą liczebność o 1 383 427 wiernych. Kościół Adwentystów Dnia Siódmego najszybciej rozprzestrzeniał się w państwach Ameryki Południowej oraz Afryce.
Na koniec roku 2018 członkostwo Kościoła obejmowało ogółem 21 414 779 ochrzczonych wyznawców. Skupieni byli oni w 88 718 zborach (parafiach), te natomiast organizacyjnie należą do 698 zjednoczeń (diecezji), 137 kościołów krajowych (unii) i 13 wydziałów ogólnoświatowych. Kościół zatrudniał 20 434 ordynowanych duchownych, którzy wraz z innymi pracownikami tworzyli rzeszę 321 410 osób.
Prowadził również 211 szpitali i sanatoriów oraz 440 przychodnie lecznicze, 132 domy opieki i sierocińce, 22 zakłady zdrowej żywności oraz 60 instytutów wydawniczych, jak również posiadał 16 dużych centrów medialnych oraz 6 tysięcy stacji radiowych i ponad 2 tysiące stacji telewizyjnych (w tym telewizje: Hope Channel i 3ABN). W swoich publikacjach adwentyści posługiwali się 368 językami i dialektami, a gdyby wziąć pod uwagę także mowę, byłoby ich 557.
Oficjalnie w Kościele funkcjonuje tzw. szkoła sobotnia (odpowiednik szkółek niedzielnych w innych wyznaniach). Skupia ona nie tylko wiernych ochrzczonych, ale także sympatyków nauki głoszonej przez Kościół. W skali światowej Kościół prowadzi bardzo rozbudowany system oświatowy, prowadząc 5915 szkół podstawowych, 2435 szkół średnich, 115 szkół wyższych i uniwersytetów (w Polsce Wyższa Szkoła Teologiczno-Humanistyczna im. M. Beliny-Czechowskiego w Podkowie Leśnej).
Założona w 1956 roku Adwentystyczna Organizacja Pomocy i Rozwoju prowadzi działalność w ponad 130 krajach. W 2018 roku zrealizowała ponad 1000 projektów charytatywnych i humanitarnych, pomagając ponad 16 milionom ludzi.

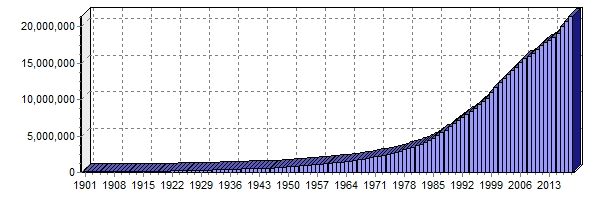
Statystyka członków Kościoła Adwentystów Dnia Siódmego w latach 1901-2018.

### Statystyka członków Kościoła
- 1863: ok. 3,5 tys.[38]
- 1876: ok. 10 tys.
- 1885: ok. 20 tys.
- 1901: ok. 78 tys.
- 1940: ok. 0,5 mln[39]
- 1955: pond 1 mln
- 1961: ok. 1,3 mln
- 1980: ok. 3,5 mln
- 1990: ok. 7 mln
- 2000: ok. 11 mln
- 2002: ok. 12,9 mln
- 2005: ok. 13,9 mln
- 2006: ok. 14,5 mln
- 2007: ok. 15,4 mln
- 2011: ok. 17,4 mln[40]
- 2012: ok. 17,9 mln[41]
- 2014: ok. 18,4 mln[42]
- 2015: 19 126 438[43]
- 2017: 20 727 347[44]
- 2018: 21 414 779[45]

### Dane liczbowe (2018 r.)
- 21,4 mln ochrzczonych wyznawców
- 13 wydziałów światowych
- ponad 88 tys. zborów (parafii) i grup kościelnych
- ponad 20 tys. ordynowanych duchownych
- ponad 321 tys. duchownych i innych pracowników
- ponad 16 tys. różnych instytucji oświatowo-wychowawczych i naukowych, zdrowotnych (szpitale, sanatoria, domy opieki), wydawniczych i masowego przekazu
- ponad 368 języków używanych w publikacjach
- 557 języków używanych w publikacjach i przekazach werbalnych[46].

### Według krajów(2018 r.)[47]
W 1874 r. Kościół Adwentystów Dnia Siódmego liczył około siedmiu i pół tysiąca członków, w tym niemal wyłącznie Amerykanów.

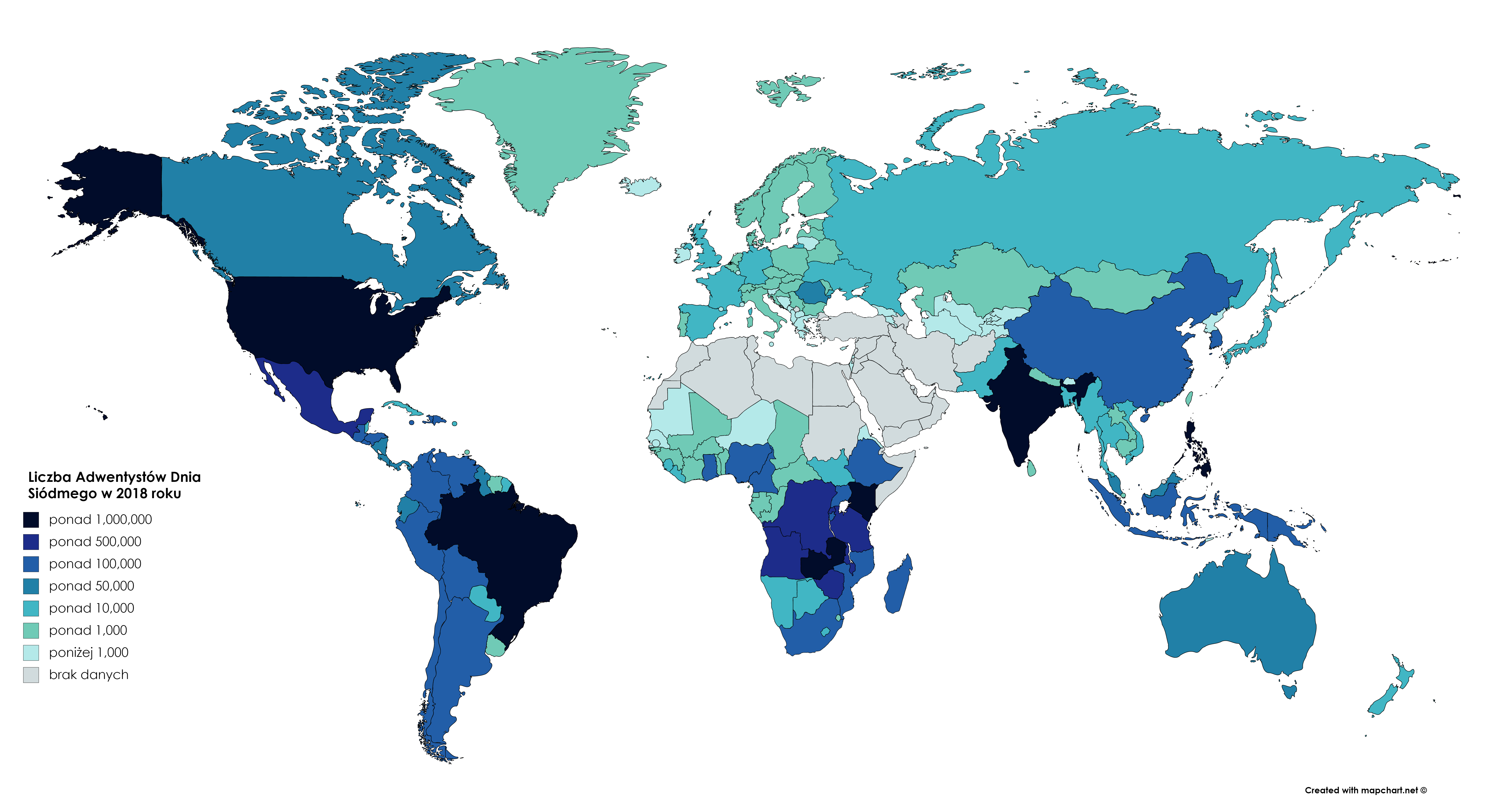
Liczba adwentystów dnia siódmego w 2018 roku

 Obecnie Kościół liczy ponad 21 mln członków, z czego ponad 94% stanowią osoby spoza Stanów Zjednoczonych.
- Brazylia – 1,67 mln
- Indie – 1,60 mln
- Zambia – 1,28 mln
- Stany Zjednoczone – 1,18 mln
- Filipiny – 1,15 mln
- Kenia – 1,03 mln
- Zimbabwe – 953 tys.
- Rwanda – 920 tys.
- Meksyk – 761 tys.
- Tanzania – 733 tys.
- Demokratyczna Republika Kongo – 656 tys.
- Malawi – 572 tys.
- Angola – 500 tys.
- Haiti – 472 tys.
- Chiny – 458 tys.
- Uganda – 403 tys.
- Peru – 393 tys.
- Mozambik – 370 tys.
- Ghana – 365 tys.
- Wenezuela – 348 tys.
- Dominikana – 347 tys.
- Papua-Nowa Gwinea – 333 tys.
- Jamajka – 314 tys.
- Kolumbia – 283 tys.
- Nigeria – 263 tys.
- Korea Południowa – 256 tys.
- Gwatemala – 240 tys.
- Indonezja – 231 tys.
- Salwador – 196 tys.
- Burundi – 185 tys.
- Etiopia – 184 tys.
- Madagaskar – 159 tys.
- Południowa Afryka – 142 tys.
- Argentyna – 118 tys.
- Boliwia – 118 tys.
- Honduras – 113 tys.
- Kamerun – 112 tys.
- Chile – 104 tys.
- reszta świata – 1,85 mln

## Krytyka
Adwentyści są przedmiotem krytyki już od chwili swego powstania. Jednym z pierwszych krytyków był Dudley Marvin Canright (1840–1919), który początkowo był jednym z ważniejszych działaczy adwentyzmu, a później został baptystycznym pastorem. Protestanccy teolodzy i religiolodzy często się zastanawiają nad przynależnością adwentystów do protestantyzmu, jak i chrześcijaństwa. Początkowo, baptystyczny teolog Walter Ralston Martin odmawiał adwentystom miana chrześcijańskiego wyznania, jednak w połowie XX wieku uznał, że adwentyści są chrześcijańskim wyznaniem, pomimo iż niektóre z ich doktryn mają heterodoksalny charakter. Natomiast kalwiński teolog Anthony A. Hoekema (1913–1988) odmówił adwentystom miana chrześcijańskiego wyznania i zaliczył ich do kultów. Krytyczne oceny wynikają m.in. ze szczególnej roli, jaką adwentyści przyznają Ellen White.
Zarzuca się adwentystom, że gwiazdozbiór Oriona uczynili przedmiotem osobliwego kultu. Jest to zarzut popularyzowany przez chrześcijan dnia sobotniego (wyłonionych przez ruch, na którego czele stał Alfred Kube). Austriaccy adwentyści poparli Anschluss.
Od końca lat 70. XX wieku adwentystyczne szpitale w USA stały się miejscem nadużyć finansowych w wysokości setek milionów dolarów. Ponadto w adwentystycznych szpitalach nieadwentystyczna część kadry jest dyskryminowana.
Adwentyści odpowiadają zwykle, że Dudley Marvin Canright nigdy nie był czołowym działaczem adwentystycznym. Twierdzą, że gwiazdozbiór Oriona nie jest przedmiotem kultu religijnego w Kościele Adwentystów.